# Lepidoperca aurantia
Lepidoperca aurantia är en fiskart som beskrevs av Roberts, 1989. Lepidoperca aurantia ingår i släktet Lepidoperca och familjen havsabborrfiskar. Inga underarter finns listade i Catalogue of Life.